# 翁富特
翁富特是德国巴伐利亚州的一个市镇。总面积17.37平方公里，总人口1898人，其中男性971人，女性927人（2011年12月31日），人口密度109人/平方公里。